# Joseph Charles Daga
Joseph Charles Daga (1825-1885) est un médecin inspecteur général de la IIIe République.

## Biographie
Fils d'un menuisier domicilié rue Châtillon, Joseph Charles Daga naît le 20 novembre 1825 à Metz. Après des études secondaires à Metz, Joseph Charles Daga s'inscrit en octobre 1845 à l'hôpital militaire du Fort Moselle, comme chirurgien élève. Il est promu chirurgien sous-aide en 1848 avant d'être affecté à l’hôpital du Val-de-Grâce en 1849. Affecté au 5e régiment d'infanterie de ligne en 1851, l'aide major Daga est envoyé en Algérie en 1853, où il exerce à l’hôpital militaire du Dey. En 1854, il est affecté au 11e régiment d’infanterie légère et reçoit la Légion d'honneur après avoir été blessé pendant l'assaut de Malakoff le 8 septembre 1855. De retour à l’hôpital militaire du Gros-Caillou à Paris en 1857, il est promu médecin-major, avant d'être affecté au 90e régiment d’infanterie de ligne en 1858. 
Joseph Charles Daga est affectée dans les ambulances de l'armée d'Italie en mai 1859, puis dans différentes unités en Algérie, où il est chef de service. Affecté à Lille en 1863, il retourne en algérie en 1866, notamment à l’hôpital d’Alger. En février 1870, le médecin principal Daga est affecté au camp de Chalons, puis dans l'armée de Mac-Mahon en août 1870. En novembre 1870, il est affecté à l’hôpital d’Amélie-les-Bains, où il est fait officier de la Légion d'honneur, avant d’être affecté dans le 18e corps d'armée, comme médecin en chef. Après différentes affectations en France, il est nommé à l’hôpital militaire de Nancy en mars 1874. 
En avril 1882, il quitte Nancy pour Paris. Nommé médecin inspecteur, membre du comité consultatif du service de santé militaire, il œuvre ensuite sans relâche pour réorganiser les services de santé français. L'académie de médecine reconnut la qualité de ses travaux publiés sur la variole et la fièvre typhoïde. Il est promu Commandeur de l’ordre de la Légion d’Honneur le 7 juillet 1885, peu de temps avant de décéder à Paris, le 10 décembre 1885. Il légua sa bibliothèque à sa ville natale, alors annexée à l'Empire allemand, et il fut inhumé au cimetière de l'Est à Metz.
Hommage posthume de sa ville natale, une rue de Metz porte son nom.

## Distinctions
- Croix de chevalier de la Légion d’Honneur le 14 septembre 1855[1].
- Officier de la Légion d’Honneur le 16 novembre 1870.
- Commandeur de l’ordre de la Légion d’Honneur le 7 juillet 1885.